# 오보카타 하루코
오보카타 하루코(일본어: 小保方 晴子, 1983년 ~ )는 일본의 세포생물학자다.

## 인물
오보카타 하루코는 이화학연구소 발생재생과학종합연구센터 세포 리프로그래밍 연구그룹의 주임이다. 그녀는 일본 지바 현 도호 대학 부속 도호고등학교를 졸업했으며 2002년 AO입시를 통해 와세다대학 이공학부 응용과학과에 입학, 와세다대학원 선진이공학연구과 생명의과학전공 박사과정 수료후 공학박사 학위를 취득했다. 박사학위 논문은 "삼배엽유래 조직에 공통된 만능성 성체 줄기 세포의 탐색"이다. 와세다대학 박사과정 재학중 하버드 대학에 유학하여 2년간 찰스 버칸티 교수 연구팀에서 연수하였고 2011년 졸업과 함께 3월 논문을 발표했다. 일본 이화학연구소의 연구원으로 재직하다 2014년 12월 21일자로 퇴직하였다.

## 논란

### STAP 논문 조작과 철회
오보카타 하루코는 외부의 자극으로 체세포를 초기화하여 모든 세포로 분화할 수 있는 다능성을 지닌 자극 야기성 다기능성 획득세포(Stimulus-Triggered Acquisition of Pluripotency cells, STAP)를 만드는 방법을 세계 최초로 개발했다고 발표했다. 과거 수백 년의 생물세포학 역사를 우롱하는 논문이라는 이유로 2013년 봄 네이처에 논문을 투고했다가 한차례 퇴짜를 맞았으나 오보카타 연구원은 "STAP세포는 반드시 사람에게 도움이 될 기술"이라는 신념하에 방대한 데이터를 보완해 다시 도전, 2014년 영국 네이처 권두논문으로 실렸다. 연구진이 쥐 실험을 통해 입증한 STAP 세포는 유전자 조작 없이 외부 자극만으로 줄기세포로 유도된다는 점에서, 지금까지의 생명과학 상식을 뒤집는 혁신적인 성과로 기대를 모았었다. 특히 STAP 세포는 그동안 획기적인 발견으로 평가받았던 유도만능줄기세포(iPS)에 비해 간단히, 효율적으로, 짧은 시간에 만들 수 있는 데다 유전자를 손상시키지 않기 때문에 암 발생 우려도 적을 것으로 기대를 모으기도 했다. 과거 비슷한 연구로 노벨상을 수상한 야마나카 신야(山中伸彌) 교토(京都)대 교수가 2006년 개발한 iPS는 유전자를 세포 안에 주입해 만들기 때문에 암 발생 위험이 높다는 점이 단점이었다. 지금까지 개발된 또 다른 만능세포인 배아 줄기세포(ES세포)는 수정란을 사용하기 때문에 윤리적인 문제가 지적돼 왔다.
하지만 3월 14일 일본 이화학연구소는 도쿄에서 기자회견을 열고 오보카타의 STAP 세포 논문이 3년 전 자신의 박사학위 논문에 사용된 것과 같은 이미지를 사용했다고 밝혔다. 이에 공동 연구자들은 사죄의 뜻을 표하며 네이처 논문을 철회하겠다고 발표했다. 그러나 오보카타는 4월 9일의 기자회견에서 "연구 내용 자체에 문제는 없다"며 "논문의 철회는 연구내용을 전 세계적으로 부정하는 것이나 마찬가지"라는 이유로 철회 반대 입장을 보이고 있다.
또한 언론에서는 오보카타의 2011년 박사학위 영어 논문 중 20쪽 가량이 미국 국립보건원을 베꼈으며, 논문에 실린 화상은 4년 전 한 바이오 기업이 홈페이지에 올린 것과 비슷하다는 의혹을 제기하고 있다. 한국에서는 오보카타 논문 사건을 황우석 사건에 비견하기도 한다.

## 같이 보기
- 황우석